# Quinto Cornelio Seneción Anniano
Quinto Cornelio Seneción Anniano (en latín: Quintus Cornelius Senecio Annianus) fue un senador romano del siglo II, que desarrolló su cursus honorum bajo los imperios de Adriano y Antonino Pío.

## Biografía
Era natural de la colonia romana de Carteia en la provincia hispana de la Bética y, fundamentalmente, conocemos su carrera gracias a una inscripción conservada en esta localidad, inscirpción que se desarrolla de la siguiente forma:

Q(uinto) Cornelio [-- f(ilio)] Gal(eria) Senecioni 

Anniano co(n)s(uli) proco(n)s(uli) 

Ponti et Bit[h]yniae 

curatori viae Appiae 4

legato legionis  VII

Geminae Feli[c]is curatori  

viae Latinae pr[a]etori tribun[o] 

plebis qu[a]estori urbano 8 

sacerdoti Herculis

Su carrera empezó a nivel local, como sacerdote de Hércules, del Hércules gaditano de origen fenicio. Ya en Roma, ignoramos que puesto ocupó en el vigintivirato y si fue o no tribuno laticlavio en una legión, ya que la inscripción comienza con la primera magistratura regular, su cuestura a comienzos del imperio de Adriano y, a continuación, siguió con el orden regular como tribuno de la plebe y pretor. Alcanzado el rango pretorio, le fue encargada la supervisión de la conservación de la via Latina.
En ese momento, fue promocionado al rango de legado de la legio VII Gemina Félix, con base en Legio (ciudad)Legio (León, España) en la provincia Tarraconensis en Hispania. Terminado este mando, se le asignó la supervisión de la conservación de la importante via Appia. Poco después, le fue otorgado el cargo de procónsul de la provincia senatorial Bitinia-Ponto, ya bajo Antonino Pío.
Su carrera culminó como consul suffectus en los meses de septiembre y octubre de 142.